# Aspidosperma thomasii
Aspidosperma thomasii là một loài thực vật có hoa trong họ La bố ma. Loài này được Marc.-Ferr. mô tả khoa học đầu tiên năm 1999.